# Carlo Giorda
Carlo Giorda (Sant'Ambrogio di Torino, 6 maggio 1946 – Grandes Jorasses, 17 agosto 1985) è stato un alpinista e Istruttore Nazionale di Scialpinismo italiano.
La sua figura è ricordata per le imprese alpinistiche compiute su tutto l'arco alpino.

## Biografia
Figlio di Laura De Bernardi e Luigi Giorda cresce con la sorella minore Mariagrazia a Sant'Ambrogio, nella frazione Bertassi. Si sposa ed ha un'unica figlia Alessia . Con la famiglia continua a vivere nella stessa frazione santambrogese dell'infanzia.
Nel 1972 si avvicina all'alpinismo iscrivendosi alla Scuola di Alpinismo Cervino della Sezione CAI di Alpignano. In breve tempo diventa Istruttore Nazionale di Alpinismo, assumendo in seguito la direzione della Scuola stessa. Già ottimo sciatore, si iscrive nel 1976 alla Scuola di Scialpinismo Rocciavrè della Sezione CAI di Coazze, conseguendo anche per questa disciplina sportiva, il livello di Istruttore Nazionale di Scialpinismo. In virtù delle esperienze maturate, viene quindi chiamato a far parte della Commissione Centrale del Club Alpino Italiano nella Sede di Milano, per le Scuole di Scialpinismo.
Al suo attivo permangono le ripetizioni delle vie più classiche e ambite dell'arco alpino, come nel Gruppo del Monte Bianco: Pilone Centrale, Via Major, Via Sentinella Rossa, Anguille Noire de Peterey, Tour de Jorasses (Grandiedro, Sud, Via Machetto), Parete Nord delle Grandes Jorasses (Sperone Walker). Inoltre numerose pareti Nord ed innumerevoli altre ascensioni che alternava nei mesi estivi, con aperture di nuove vie alpinistiche.
Il 17 agosto 1985 durante una scalata della via Gervasutti-Gagliardone sulla Parete Est delle Grandes Jorasses, cade per circa 60 metri e muore per le ferite riportate. È sepolto nel cimitero di Sant'Ambrogio e riposa accanto alla madre.
A lui è stata intitolata la Scuola di Alpinismo e SciAlpinismo Carlo Giorda del CAI Intersezionale Val Susa e Val Sangone, ed in suo ricordo a Sant'Ambrogio di Torino, suo paese natale, è stata intitolata la Via ferrata Carlo Giorda che conduce alla Sacra di San Michele.